# Dois Irmãos (romance)
Dois Irmãos é um romance brasileiro escrito por Milton Hatoum e lançado em 2000 pela editora Companhia das Letras. O livro, ganhador do prêmio Jabuti em 2001, é o segundo romance publicado pelo autor.

## Enredo
O livro narra a história da relação conturbada entre dois irmãos de um família de ascendência libanesa que vive em Manaus. É um romance que apresenta em sua trama situações de ciúme, rancor, inveja, desejo, orgulho e morte, tons psicológicos que marcam a progressão da narrativa. A briga entre irmãos, a disputa de amores, somado a uma série de discussões políticas e sociais pertinentes é um dos méritos do romance de Milton Hatoum. 
Os personagens principais são Halim (pai), Zana (mãe), Yaqub (filho mais velho, dos gêmeos), Omar (caçula, dos gêmeos), Rânia (filha), Domingas (empregada) e Nael (filho da empregada, o narrador).
A história é contada a partir da visão de Nael, que narra avanços e recuos temporários para se aprofundar em algum dos personagens ou enfatizar determinados acontecimentos marcantes na vida dos membros da família, sempre explicando alguns fatos e deixando em suspeição muitos outros.

## Adaptações
Em 2008, o diretor Roberto Lage dirigiu uma adaptação do romance para o teatro em São Paulo. Um dos destaques do elenco foi a atriz Vivianne Pasmanter, que interpretou a indígena Domingas, um personagem totalmente avesso as suas feições, mas que graças a boa caracterização agradou a critica e ao público, recebendo, inclusive, elogios do próprio autor do romance, Milton Hatoum. 
Em 2015, ganhou uma quadrinização pelos irmãos Gabriel Bá e Fábio Moon publicada no Brasil pelo selo Quadrinhos na Cia. da editora Companhia das Letras e nos Estados Unidos pela editora Dark Horse Comics, no ano seguinte, a obra ganhou um Eisner Award na categoria "melhor adaptação de outro meio",  o Harvey Award na categoria Melhor Edição Estadunidense de Material Estrangeiro e o Troféu HQ Mix na categoria adaptação para os quadrinhos.
Em 2017, a trama dos irmãos libaneses radicados em Manaus estreou em formato de minissérie na TV Globo, com direção de Luiz Fernando Carvalho e o ator Cauã Reymond no papel dos gêmeos. A minissérie rendeu um aumento de mais de 600% nas vendas do livro, de acordo com a editora Companhia das Letras e dados da Nielsen.